# 斯坦納德鎮區 (密歇根州)
斯坦納德鎮區（英語：Stannard Township）是位於美國密歇根州昂托納貢縣的一個行政鎮區。

## 地方資料
斯坦納德鎮區的面積為324.11平方千米，當中陸地面積為324.01平方千米，而水域面積為0.10平方千米。根據2020年美國人口普查的數據，當地共有人口645人，而人口密度為每平方千米1.99人。